# Axel Grönberg
Rolf Axel Ejnar Grönberg (Norberg, 9 maggio 1918 – Stoccolma, 23 aprile 1988) è stato un lottatore svedese, specializzato nella lotta greco-romana.

## Palmarès
- Giochi olimpici

Londra 1948: oro nei pesi medi.
Helsinki 1952: oro nei pesi medi.
- Mondiali

Stoccolma 1950: oro nei pesi medi.
Napoli 1953: argento nei pesi medi.
- Europei

Stoccolma 1946: bronzo nei pesi medi.
Praga 1947: bronzo nei pesi medi.
Istanbul 1949: argento nei pesi medi.